# Hélios Basket
Hélios Basket ist ein Schweizer Basketverein mit Sitz in Vétroz im Kanton Wallis. Hélios ist der erfolgreichste Verein im Schweizer Frauenbasketball der 2010er-Jahre.

## Geschichte
Hélios Basket wurde im Juni 1973 von Spielern aus den Gemeinden Vétroz und Conthey als gemeinsamer Basketballverein gegründet. Der Gründungspräsident Michel Huser bis heute im Amt.
In den 1980er-Jahren prägte Sheldon Parker den Verein unter ihm wurden 5 Teams gegründet und die Frauenequipe von Hélios Basket ins Leben gerufen. Es wurde eine Kooperation mit Basketballverein aus Anderlechter Quartier Moortebeek (Belgien) eingegangen, die über zehn Jahre halten sollte. Ebenfalls wurde man erstmals Walliser Meister in der 2. Liga, aber konnte aufgrund der Ausländerregel zusammen mit Sheldon Parker nicht aufsteigen. Der  Aufstieg in die 1. Liga gelang der 1. Mannschaft der Männer schliesslich erst im neuen Jahrzehnt unter Trainer M. Joris. In den 1990er-Jahren wurde ebenfalls eine Kooperation mit dem NLA-Verein Sion Basket angefangen.
Im neuen Jahrtausend waren es schliesslich die Frauen des Vereins, die mit ihrem Aufstieg in die Nationalliga B und später Nationalliga A in den Fokus rückten. Im zweiten Jahrzehnt des neuen Jahrhunderts setzte sich das Team unter Führung der französischen Trainers Erik Lehmann an der nationalen Spitze festgesetzt und konnte zwischen 2012 und 2017 bisher sechs Schweizermeistertitel in Serie sichern. Ebenfalls waren die Frauen in den Jahren 2011 bis 2015 jeweils im Schweizer Cup sowie 2010 bis 2015 im Schweizer Ligacup erfolgreich.

## Erfolge Frauen
- Schweizer Meister: 2012, 2013, 2014, 2015, 2016, 2017
- Schweizer Cup: 2011, 2012, 2013, 2014, 2015
- Schweizer Ligacup: 2010, 2011, 2012, 2013, 2014, 2015
- Indoor Sports Supercup: 2015, 2016